# 박종욱 (야구 선수)
박종욱(朴鍾旭, 1996년 3월 1일 ~ )은 전 KBO 리그 SK 와이번스의 투수이다.

## 두산 베어스시절
2015년에 입단하였다.

## SK 와이번스시절
2016년에 입단하였다. 2018년부터 투수로 전향될 예정이다.

## 출신 학교
- 석교초등학교
- 세광중학교
- 세광고등학교